# کریگ گاردنر
کریگ گاردنر (انگلیسی: Craig Gardner؛ زادهٔ ۲۵ نوامبر ۱۹۸۶) یک بازیکن فوتبال اهل انگلستان است.